# Константинов, Пётр Никифорович
Пётр Ники́форович Константи́нов (1877—1959) — советский селекционер-растениевод, академик ВАСХНИЛ (1935). Лауреат Сталинской премии второй степени (1943).

## Биография

Могила Константинова на Новодевичьем кладбище Москвы.

Пётр Константинов родился 23 июня (5 июля) 1877 года в Пушкарской слободе Крапивенского уезда Тульской губернии (сейчас Щёкинского района Тульской области). 
В 1906 году окончил Московский межевой институт.
В 1913—1929 годах был сотрудником Краснокутской сельскохозяйственной опытной станции. В 1920—1929 годах — директор этой станции.
Лично и совместно с другими селекционерами вывел 18 сортов зерновых культур, а также многолетних трав. Наиболее известны из них сорта:
- Мелянопус 69 и Гордеиформе 189 (твёрдая яровая пшеница)
- Эритроспермум 841 (мягкая яровая пшеница).

В 1929—1937 годах был заведующим кафедрой растениеводства, генетики, селекции и методики опытного дела в Куйбышевском сельскохозяйственном институте, став организаторам селекционной станции при этом учебном заведении (с 1933 г. — Кинельская селекционная станция.
С 1935 года — академик ВАСХНИЛ.
В 1936 году стал профессором ВАСЗ, с 1938 года — профессор МСХА имени К. А. Тимирязева.
В 1955 году подписал «Письмо трёхсот».
Умер 30 октября 1959 года. Похоронен в Москве на Новодевичьем кладбище (участок № 5).

## Награды и премии
МОСКВА, КРЕМЛЬ ТОВАРИЩУ СТАЛИНУ 
Радуясь победам Красной Армии и желая скорейшего окончательного разгрома врага, я внёс в фонд обороны на постройку бронетанковых частей 40 000 рублей. Академик КОНСТАНТИНОВ Пётр Никифорович
ОТВЕТ
Благодарю Вас, Пётр Никифорович, за Вашу заботу о бронетанковых силах Красной Армии. Примите мой привет и благодарность Красной Армии. И. СТАЛИН
- два ордена Ленина (7 июля 1947; 1951)
- три ордена Трудового Красного Знамени
- медаль «За доблестный труд в Великой Отечественной войне 1941—1945 гг.»
- две Большие Золотые медали ВСХВ (1939, 1955)
- Сталинская премия II степени (22 марта 1943) — за многолетние выдающиеся работы в области науки и техники

## Сочинения
- Люцерна и её культура на юго-востоке Европейской части СССР. 2 изд., М.— Самара. 1932
- Житняк, М., 1936;
- Методика полевых опытов (с элементами теории ошибок), М., 1939;
- Программа курса сельскохозяйственного опытного дела, М., 1939;
- Основы сельскохозяйственного опытного дела (в полеводстве), М., 1952.

## Память
- Именем учёного назван Поволжский научно-исследовательский институт селекции и семеноводства.
- В Москве ему установлена мемориальная доска.